# Buffalo Calf Road Woman
Buffalo Calf Road Woman, ou Brave Woman (c. 1844 – 1879), est une Cheyenne du Nord qui sauve son frère guerrier blessé, Chief Comes in Sight, lors de la bataille de Rosebud (nom donné à cette bataille par les États-Unis) en juin 1876. Son sauvetage contribue à rallier les guerriers cheyennes et à remporter la bataille. Elle combat aux côtés de son mari lors de la bataille de Little Bighorn neuf jours plus tard. En 2005, les conteurs cheyennes du Nord brisent plus de cent ans de silence sur cette bataille et attribuent à Buffalo Calf Road Woman le mérite d'avoir porté le coup qui fit tomber de cheval le lieutenant-colonel George Armstrong Custer avant sa mort.

## Biographie
Lors de la bataille de Rosebud, les Cheyennes et les Lakotas, alliés sous le commandement de Crazy Horse, battent en retraite et abandonnent le chef blessé, Comes in Sight, sur le champ de bataille. Soudain, Buffalo Calf Road Woman déboule sur le champ de bataille à toute vitesse et attrape son frère, le portant en lieu sûr. Son courageux sauvetage permet aux Cheyennes de se rallier et de vaincre le général George Crook et ses forces. En l'honneur de Buffalo Calf Road Woman, les Cheyennes baptisent la bataille de Rosebud « Le combat où la jeune fille sauva son frère ».
Il est prouvé que Buffalo Calf Road Woman combat également à la bataille de Little Bighorn. Elle y combat aux côtés de son mari, Black Coyote. En juin 2005, les Cheyennes du Nord rompent plus de cent ans de silence sur cette bataille. Dans un récit public de l'histoire orale cheyenne de la bataille, des conteurs tribaux racontent que c'est Buffalo Calf Road Woman qui a porté le coup qui a fait tomber Custer de cheval avant sa mort lors de la bataille de Little Bighorn. En 2017, Wallace Bearchum, directeur des services tribaux des Cheyennes du Nord, note que Buffalo Calf Road Woman est une « excellente tireuse d'élite », mais qu'elle utilise une massue et non une arme à feu pour faire tomber le général Custer de cheval.
Après s'être rendue aux États-Unis, Buffalo Calf Road Woman, son mari Black Coyote et leurs deux enfants sont déplacés avec la plupart des Cheyennes du Nord dans la réserve des Cheyennes du Sud, en Territoire indien (aujourd'hui l'Oklahoma). En septembre 1878, elle et sa famille prennent part à l'exode des Cheyennes du Nord (en), une fuite de la réserve de l'Oklahoma vers leur foyer du Montana. En chemin, son mari tue par balle un chef cheyenne nommé Black Crane, et leur famille, composée de huit personnes, est bannie de la bande de Cheyennes de Little Wolf. Par la suite, Black Coyote et deux autres Cheyennes attaquent deux soldats américains le long de Mizpah Creek, dans le Montana, tuant l'un d'eux. Des soldats venus de Fort Keogh traquent la famille et la capturent cinq jours plus tard, le 10 avril 1879. Cet événement est connu sous le nom d'incidents de Mizpah Creek (en). Le petit groupe est emmené à Miles City, dans le Montana, où les trois hommes, dont Black Coyote, sont jugés pour meurtre et leur exécution prévue pour le 8 juin 1879. Pendant que son mari est en prison, Buffalo Calf Road Woman meurt, « certains ont dit de la toux de l'homme blanc » en mai 1879 à Miles City. Lorsque Black Coyote apprend la nouvelle, il se pend en prison. Elle est également connue sous le nom de Buffalo Calf Trail Woman.